# Винкель, Лейда Освальдовна
Лейда Освальдовна Винкель (эст. Leida Vinkel; 31 мая 1930 – 19 сентября 2018) — советский хозяйственный, государственный и политический деятель, Герой Социалистического Труда (1958).

## Биография
Родилась в 1930 году в эстонской крестьянской семье. Член КПСС с 1955 года.
С 1949 года — на хозяйственной, общественной и политической работе. В 1949—1990 гг. — доярка в колхозе «Каардивяэлане» (село Ахула, ныне волость Ярва региона Ярвамаа), секретарь парторганизации колхоза «Тамсары» Тапаского района Эстонской ССР, позднее работала в колхозе «Аравете» района Пайде.
Указом Президиума Верховного Совета СССР от 1 марта 1958 года присвоено звание Героя Социалистического Труда с вручением ордена Ленина и золотой медали «Серп и Молот».
Избиралась депутатом Совета Национальностей Верховного Совета СССР 4-го и 5-го созывов (1954—1962) от Эстонской ССР.